# Тулон

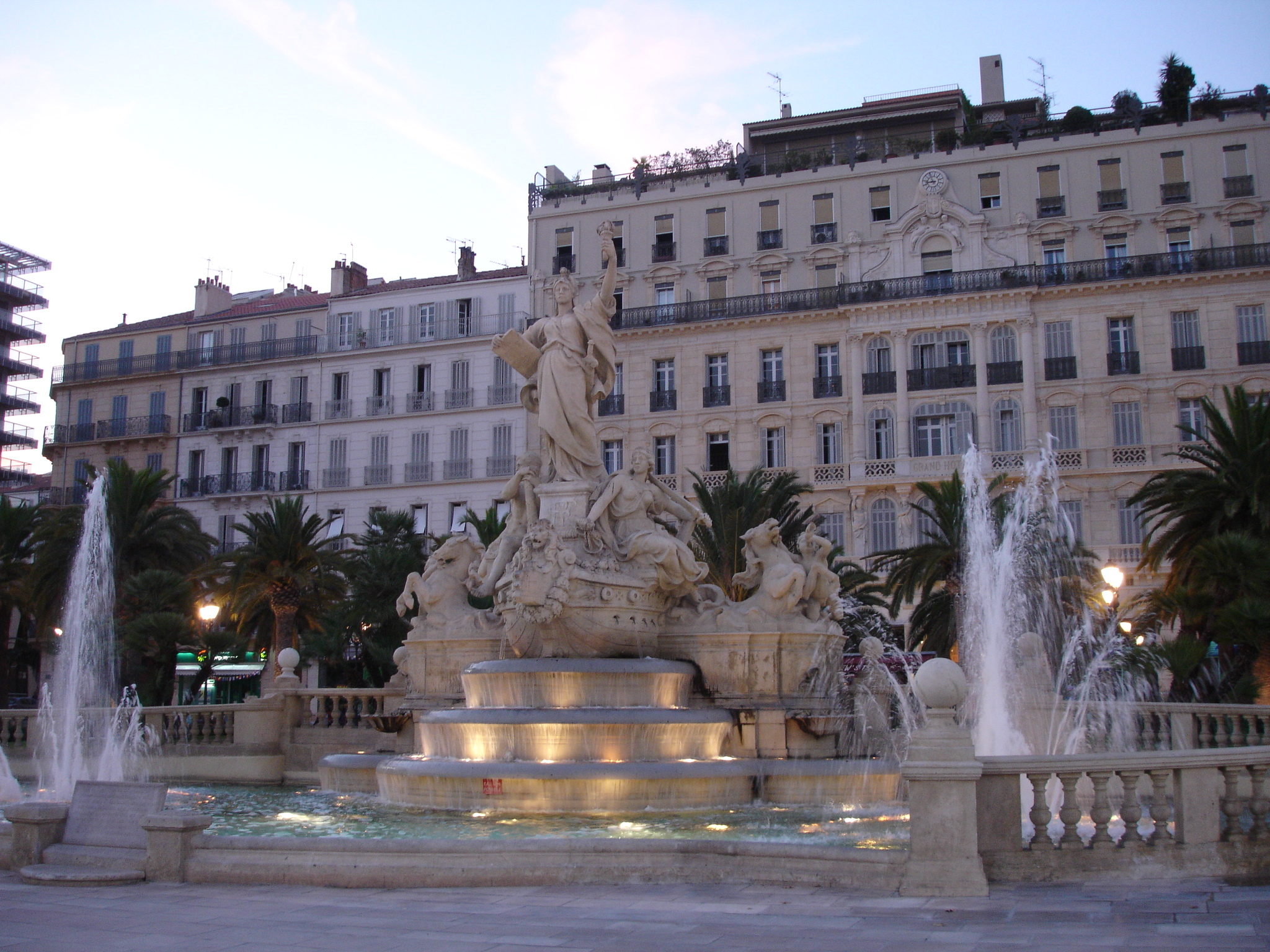
Фонтан на площі Свободи

Туло́н (фр. Toulon) — місто та муніципалітет у Франції, у регіоні Прованс — Альпи — Лазурний Берег, адміністративний центр департаменту Вар. Населення — 180 452 особи (01.01.2021), що робить його 15-тим містом Франції за населенням. Тулон є центром агломерації із населенням 559 421 жителів (2008), дев'яте місце серед французьких агломерацій.
Муніципалітет розташований на відстані близько 700 км на південний схід від Парижа, 50 км на південний схід від Марселя.

## Демографія
Динаміка населення (Cassini і INSEE ):
Розподіл населення за віком та статтю (2006):
| Стать | Всього | До 15 років | 15-24  | 25-44  | 45-64  | 65-85  | Понад 85 |
| --- | ------ | ----------- | ------ | ------ | ------ | ------ | -------- |
| Чоловіки | 78 508 | 13 983      | 10 488 | 21 393 | 18 941 | 12 159 | 1544     |
| Жінки | 89 290 | 13 240      | 10 263 | 21 696 | 21 659 | 18 584 | 3848     |
| \| Статево-вікова піраміда \| Статево-вікова піраміда \| Статево-вікова піраміда \| \| ----------------------- \| ----------------------- \| ----------------------- \| \| Чоловіки \| Вік \| Жінки \| \| 1544 \| 85 + \| 3848 \| \| 2163 \| 80-84 \| 4307 \| \| 3029 \| 75-79 \| 4801 \| \| 3443 \| 70-74 \| 4989 \| \| 3524 \| 65-69 \| 4487 \| \| 4094 \| 60-64 \| 5062 \| \| 4795 \| 55-59 \| 5336 \| \| 4939 \| 50-54 \| 5584 \| \| 5113 \| 45-49 \| 5677 \| \| 5217 \| 40-44 \| 5621 \| \| 5373 \| 35-39 \| 5438 \| \| 5398 \| 30-34 \| 5424 \| \| 5405 \| 25-29 \| 5213 \| \| 5480 \| 20-24 \| 5319 \| \| 5008 \| 15-20 \| 4944 \| \| 4464 \| 10-14 \| 4328 \| \| 4568 \| 5-9 \| 4363 \| \| 4951 \| 0-4 \| 4549 \| |        |             |        |        |        |        |          |
| Статево-вікова піраміда |        |             |        |        |        |        |          |
| Чоловіки | Вік    | Жінки       |        |        |        |        |          |
| 1544 | 85 +   | 3848        |        |        |        |        |          |
| 2163 | 80-84  | 4307        |        |        |        |        |          |
| 3029 | 75-79  | 4801        |        |        |        |        |          |
| 3443 | 70-74  | 4989        |        |        |        |        |          |
| 3524 | 65-69  | 4487        |        |        |        |        |          |
| 4094 | 60-64  | 5062        |        |        |        |        |          |
| 4795 | 55-59  | 5336        |        |        |        |        |          |
| 4939 | 50-54  | 5584        |        |        |        |        |          |
| 5113 | 45-49  | 5677        |        |        |        |        |          |
| 5217 | 40-44  | 5621        |        |        |        |        |          |
| 5373 | 35-39  | 5438        |        |        |        |        |          |
| 5398 | 30-34  | 5424        |        |        |        |        |          |
| 5405 | 25-29  | 5213        |        |        |        |        |          |
| 5480 | 20-24  | 5319        |        |        |        |        |          |
| 5008 | 15-20  | 4944        |        |        |        |        |          |
| 4464 | 10-14  | 4328        |        |        |        |        |          |
| 4568 | 5-9    | 4363        |        |        |        |        |          |
| 4951 | 0-4    | 4549        |        |        |        |        |          |

## Економіка
2010 року серед 102 475 осіб працездатного віку (15—64 років) 70 718 були активними, 31 757 — неактивними (показник активності 69,0%, у 1999 році було 65,3%). З 70 718 активних мешканців працювало 59 659 осіб (31 605 чоловіків та 28 054 жінки), безробітними було 11 059 (5348 чоловіків та 5711 жінок). Серед 31 757 неактивних 10 178 осіб було учнями чи студентами, 8483 — пенсіонерами, 13096 були неактивними з інших причин.
У 2010 році у муніципалітеті налічувалося 78933 оподатковані домогосподарства, у яких проживали 167522,0 особи, медіана доходів виносила 16 987 євро на одного особоспоживача.

## Історія
У давнину Тулон був грецьким містом, потім римською колонією. У 3 ст. н. е. він згадується як римська гавань (Telo Martius). У середні століття Тулон був резиденцією єпископа. З кінця 15 — початку 18 ст. була споруджена першокласна морська фортеця.
Завдяки укріпленням, збудованим у 1679—1701 рр.. французьким інженером Вобаном, Тулон перетворився на фортецю, яка витримала в 1707 р. облогу імперських військ під командуванням Євгена Савойського. У липні 1793 р. Тулон був захоплений контрреволюційними бунтівниками, підтриманими англійським флотом. У грудні 1793 р. за масованим вогнем французької артилерії, командуваної Наполеоном Бонапартом, англійські кораблі вимушені були піти, і Тулон був взятий штурмом. З 1815 р. Тулон — головна стоянка французького військово-морського флоту. У Другу світову війну 1939—1945 рр. після капітуляції Франції (1940 р.) в Тулоні залишалася частина французького флоту. Коли німецько-фашистські війська, що вдерлися в листопаді 1942 р. в неокуповану зону Франції, намагалися захопити французький флот, патріоти-моряки 27 листопада 1942 потопили свої кораблі та підірвали арсенал. Тулон був звільнений французькою армією в серпні 1944 р.
У Королівській вежі — Тур-Руаяль (Tour Royale), що була побудована на початку 16 ст. і відреставрована в 17 ст. та відігравала важливу роль в обороні міста, розташовується морський музей (Musee de la marine). У форті Тур-Бомон (Tour Beaumont) знаходиться Меморіальний музей висадки союзних військ (Musee memorial du debarquement). Біля входу на рейд — форт Балагьер (Balaguier), де перебував Наполеон під час бойових дій проти Англії в 1793 р. З іншого боку рейду на території Домен-де-Шатовалон (Domaine de Chateauvallon) проводяться щорічні фестивалі. Неподалік від порту розташовується мерія, на фасаді якої написаний девіз: concordia parvae res crescunt («За згодою і малі справи зростають»). Атланти, що символізують міць та завзятість, створені П'єром Пюже в 1657 р.
На проспекті Лафайета (Cour Lafayette) можна побачити справжній середземноморський базар, де продаються тканини, парфуми, спеції, а також овочі та фрукти. На площі Луї-Блан (Place Louis Blanc) міститься фонтан «Тамбурин», зведений в 1839 р. на честь традиційного музичного інструменту Провансу, і церква в стилі бароко Сен-Франсуа-де-Поль (Saint-Francois-de-Paul), побудована в 1744 р. Собор Сент-Марі-де-ла-Седс (Sainte-Marie de la Seds) почав будуватися в 11 ст. в романському стилі, але в XVI ст. був розширений і перебудований в готичному стилі. У каплиці собору, розташованої в глибині правого нефа, знаходиться картина Ван Лоо «Тріумф Святого Причастя». У лівому нефі — вівтар Діви Марії, скульптури якого створені в 1839 р., а в центральному нефі — кафедра, твір тулонських скульпторів 19 ст. Юбака і Сенека. На площі Пюже (Place Puget) знаходиться один з 18 фонтанів Тулона — «Трьох Дельфінів» (Trois Dauphins), створений в 1782 р. трьома скульпторами з Екса. На площі Віктора Гюго (Place Victor Hugo) розташовується театр, або «опера», як називають її тут, побудований в 1862 р., з оздобленим фасадом і численними картинами всередині. У центрі площі Свободи (Place de la Liberte) стоїть монументальний фонтан «Звільнення» (Liberation), зведений в 1889 р. на честь сторіччя революції.

## Клімат
| Клімат Тулон (1981–2010)                   | Клімат Тулон (1981–2010) | Клімат Тулон (1981–2010) | Клімат Тулон (1981–2010) | Клімат Тулон (1981–2010) | Клімат Тулон (1981–2010) | Клімат Тулон (1981–2010) | Клімат Тулон (1981–2010) | Клімат Тулон (1981–2010) | Клімат Тулон (1981–2010) | Клімат Тулон (1981–2010) | Клімат Тулон (1981–2010) | Клімат Тулон (1981–2010) | Клімат Тулон (1981–2010) |
| Показник                                   | Січ.                     | Лют.                     | Бер.                     | Квіт.                    | Трав.                    | Черв.                    | Лип.                     | Серп.                    | Вер.                     | Жовт.                    | Лист.                    | Груд.                    | Рік                      |
| Абсолютний максимум, °C                    | 23,0                     | 22,5                     | 25,9                     | 28,1                     | 31,6                     | 34,9                     | 40,1                     | 37,0                     | 34,7                     | 29,3                     | 24,2                     | 21,9                     | 40,1                     |
| Середній максимум, °C                      | 12,9                     | 13,5                     | 15,8                     | 18,0                     | 22,0                     | 26,1                     | 29,4                     | 29,3                     | 25,7                     | 21,3                     | 16,5                     | 13,6                     | 20,4                     |
| Середня температура, °C                    | 9,3                      | 9,5                      | 11,7                     | 13,9                     | 17,7                     | 21,4                     | 24,3                     | 24,3                     | 21,1                     | 17,5                     | 13,0                     | 10,2                     | 16,2                     |
| Середній мінімум, °C                       | 5,6                      | 5,6                      | 7,5                      | 9,7                      | 13,3                     | 16,6                     | 19,3                     | 19,3                     | 16,5                     | 13,6                     | 9,4                      | 6,8                      | 12,0                     |
| Абсолютний мінімум, °C                     | −7,2                     | −9                       | −4,3                     | 1,1                      | 4,6                      | 9,0                      | 10,9                     | 10,8                     | 7,3                      | 3,0                      | −2                       | −2,8                     | −9                       |
| Середня кількість сонячних годин на місяць | 155,8                    | 171,5                    | 227,8                    | 244,8                    | 286,9                    | 328,6                    | 367,3                    | 334,3                    | 261,2                    | 191,6                    | 149,7                    | 134,6                    | 2854,1                   |
| Норма опадів, мм                           | 74.4                     | 47.6                     | 36.3                     | 56.0                     | 35.8                     | 28.6                     | 5.5                      | 21.2                     | 53.4                     | 99.3                     | 71.7                     | 66.9                     | 596.8                    |
| Днів з опадами                             | 6,03                     | 5,04                     | 4,27                     | 6,03                     | 4,37                     | 2,83                     | 1,03                     | 1,83                     | 4,33                     | 6,23                     | 6,90                     | 6,83                     | 55,74                    |
| Днів зі снігом                             | 0,6                      | 0,3                      | 0,2                      | 0,0                      | 0,0                      | 0,0                      | 0,0                      | 0,0                      | 0,0                      | 0,0                      | 0,0                      | 0,4                      | 1,5                      |
| Вологість повітря, %                       | 59                       | 58                       | 55                       | 55                       | 56                       | 53                       | 50                       | 50                       | 56                       | 59                       | 60                       | 60                       | 55.9                     |
| ------------------------------------------ | ------------------------ | ------------------------ | ------------------------ | ------------------------ | ------------------------ | ------------------------ | ------------------------ | ------------------------ | ------------------------ | ------------------------ | ------------------------ | ------------------------ | ------------------------ |

## Транспорт
Тулон обслуговується залізничною станцією Тулон, звідки курсують приміські рейси до Марселя (1 поїзд що 15 хвилин у годину пік), Ніцци, Парижа та регіональних напрямків.
Порт Тулон є основним портом відправлення поромів на Корсику.
Найближчий аеропорт — регіональний аеропорт Тулон-Йєр.
Автомагістраль A50 з'єднує Тулон з Марселем, автомагістраль A57 проходить від Тулона до Ле-Люка, де вона з'єднується з автомагістралью A8.

## Уродженці
- Каба Діавара (*1975) — гвінейський футболіст, нападник, згодом — футбольний тренер.

- Ремю (1883—1946) — французький театральний і кіноактор;
- Жильбер Беко (1927—2001) — французький співак, композитор, піаніст та актор;
- Робер Муйне (нар. 1930) — французький футболіст, захисник;
- Жером Пріор (нар. 1995) — французький футболіст.

## Галерея зображень

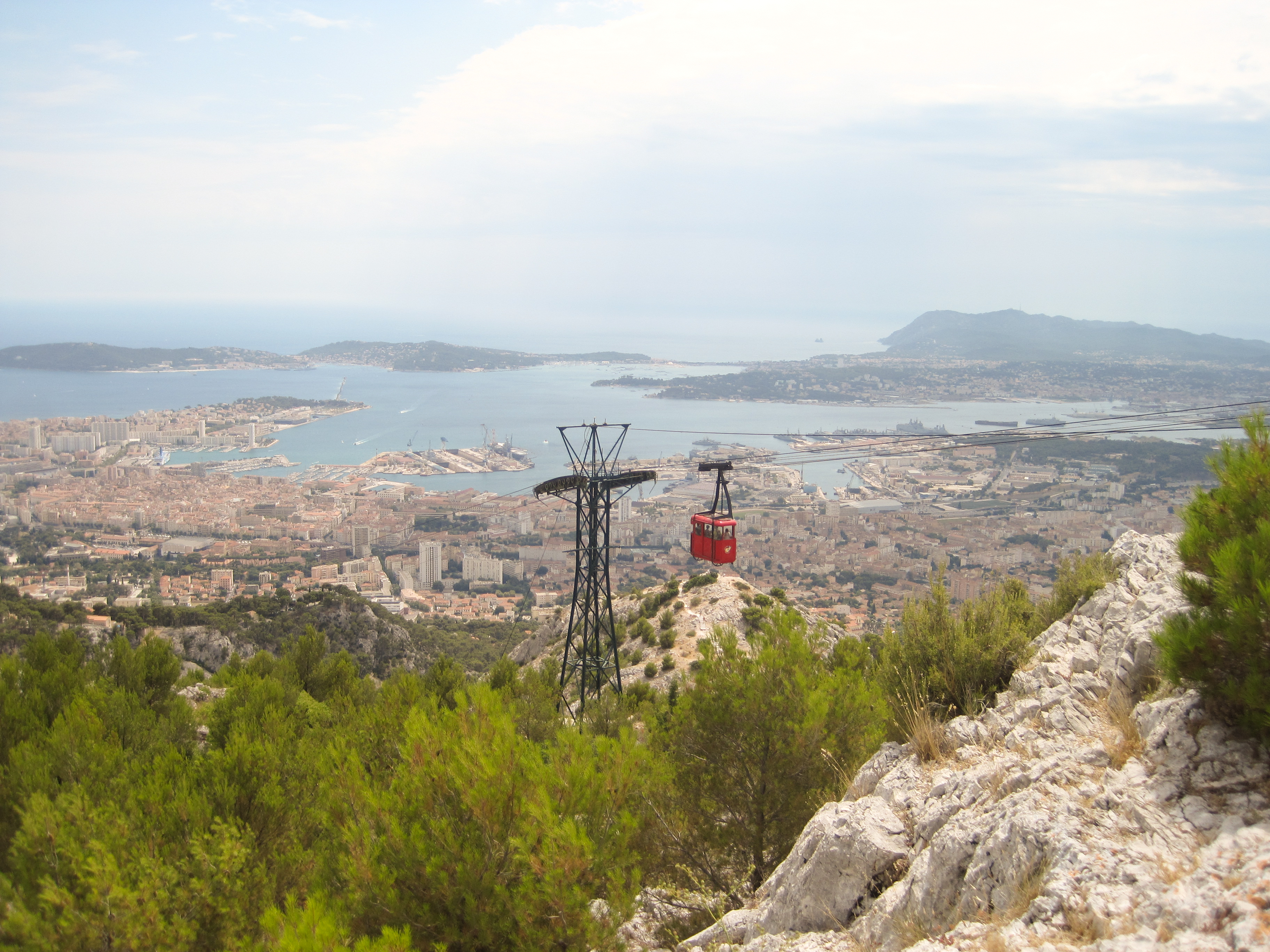
Вид на місто з гори Фалон
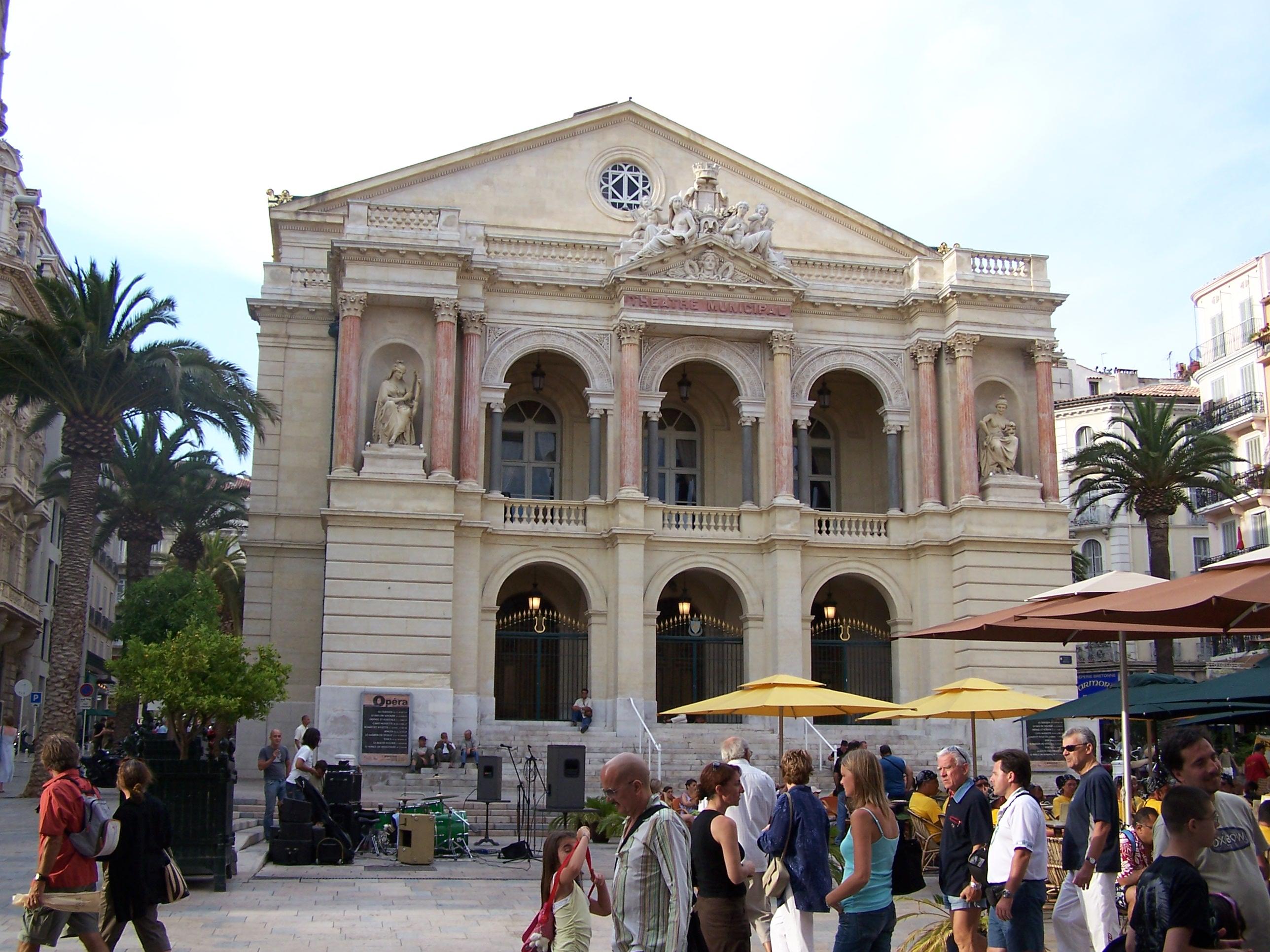
Оперний театр
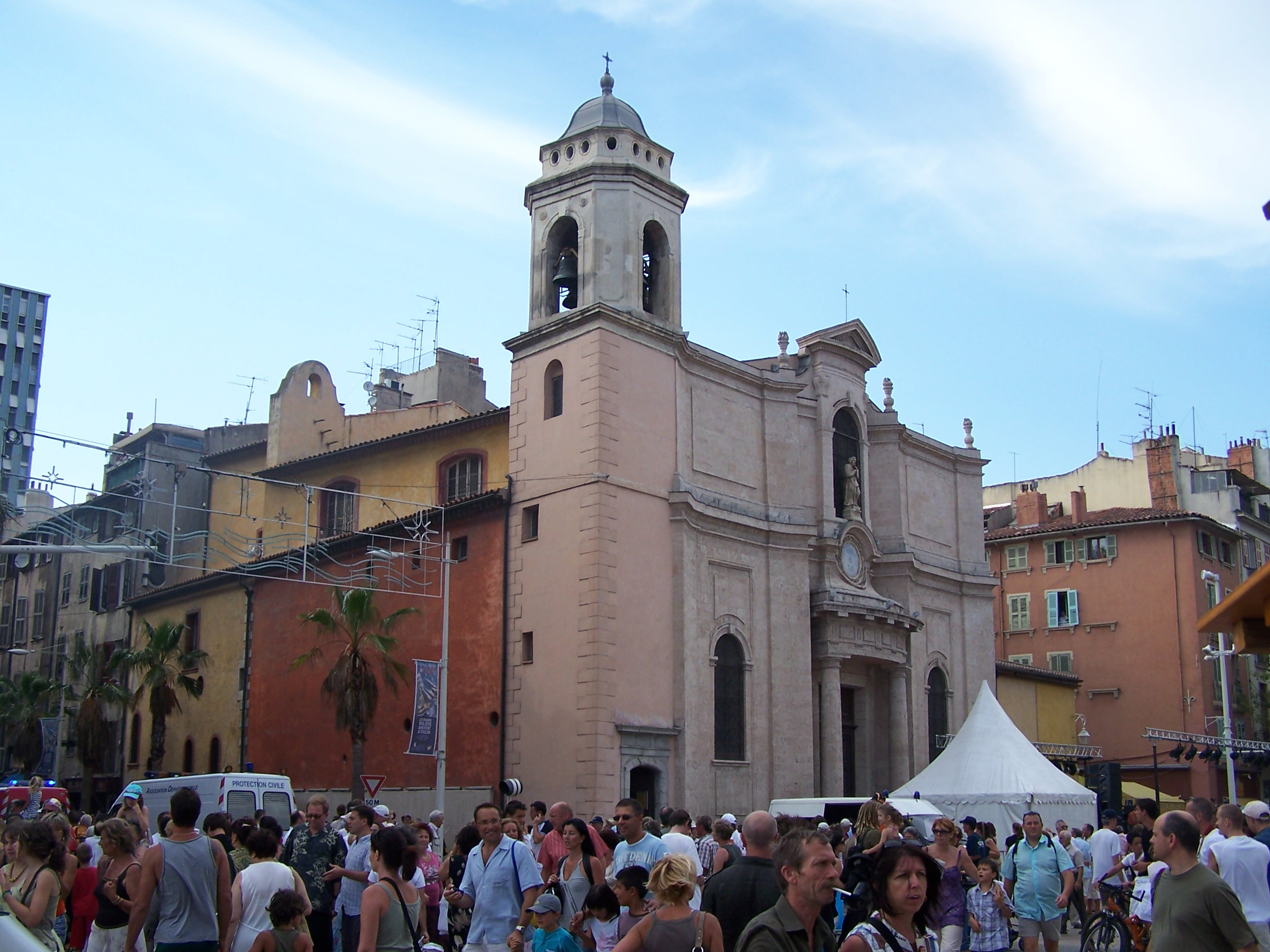
Площа Луї Блана
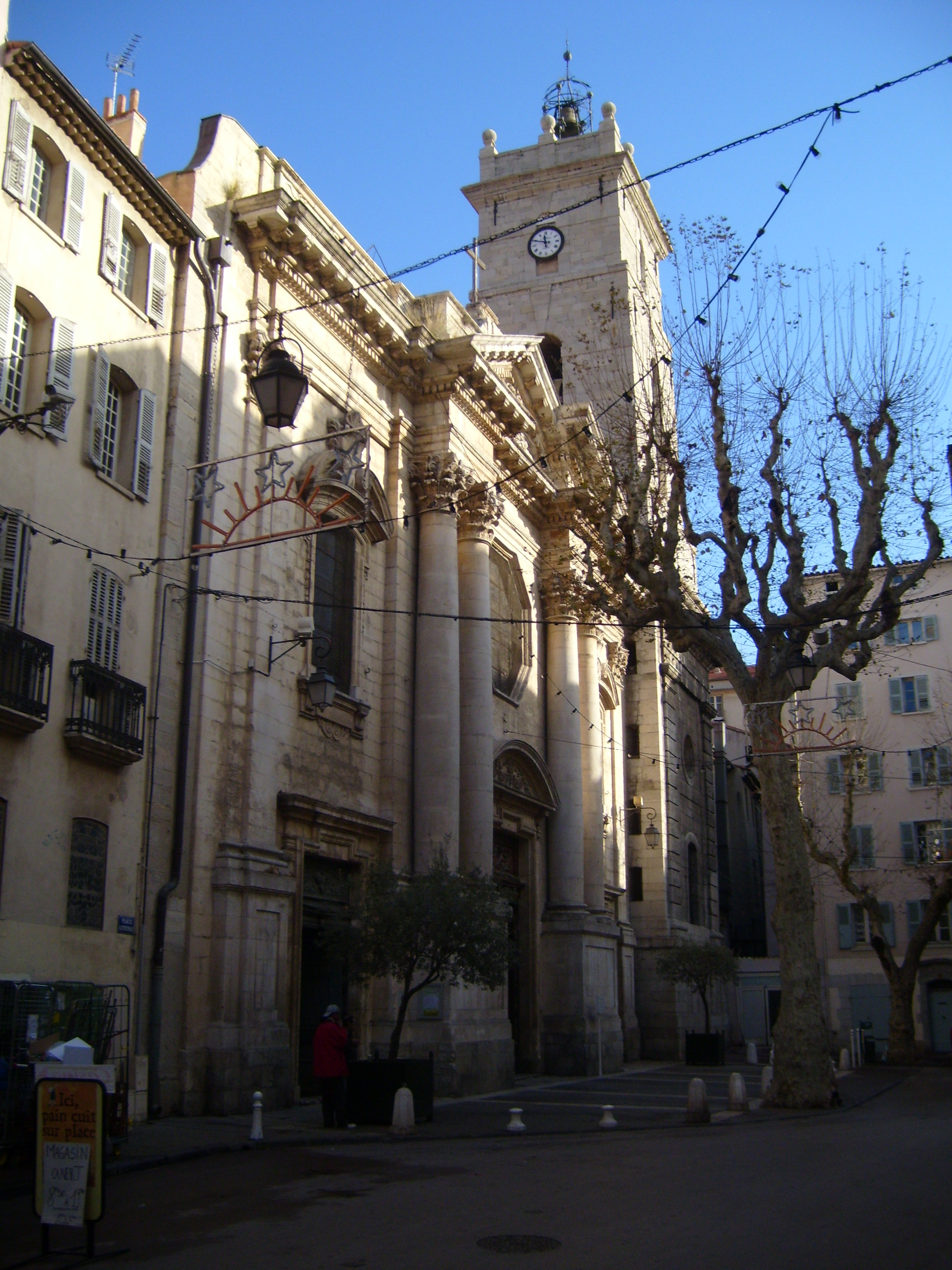
Катедральний собор
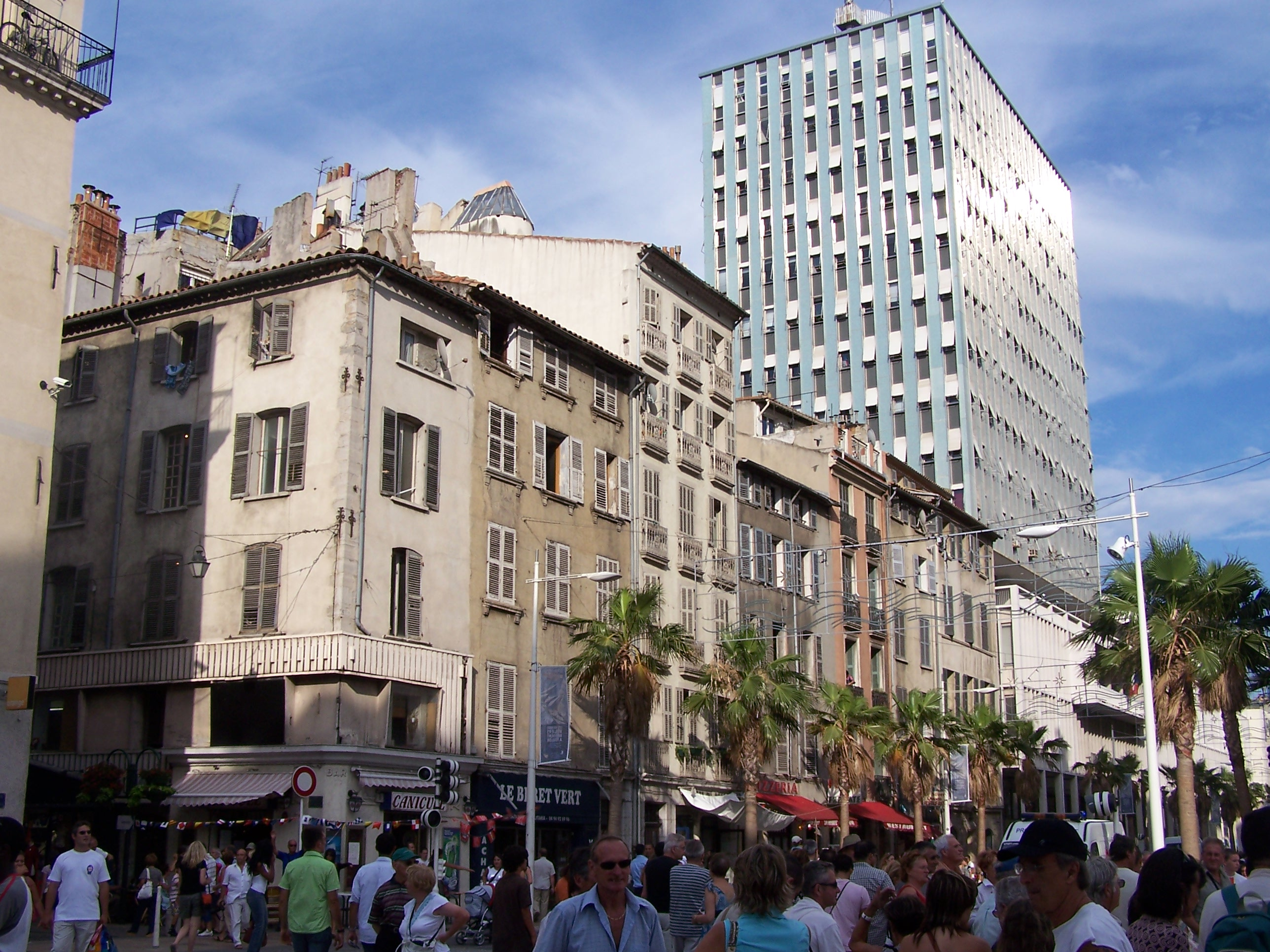
Мерія
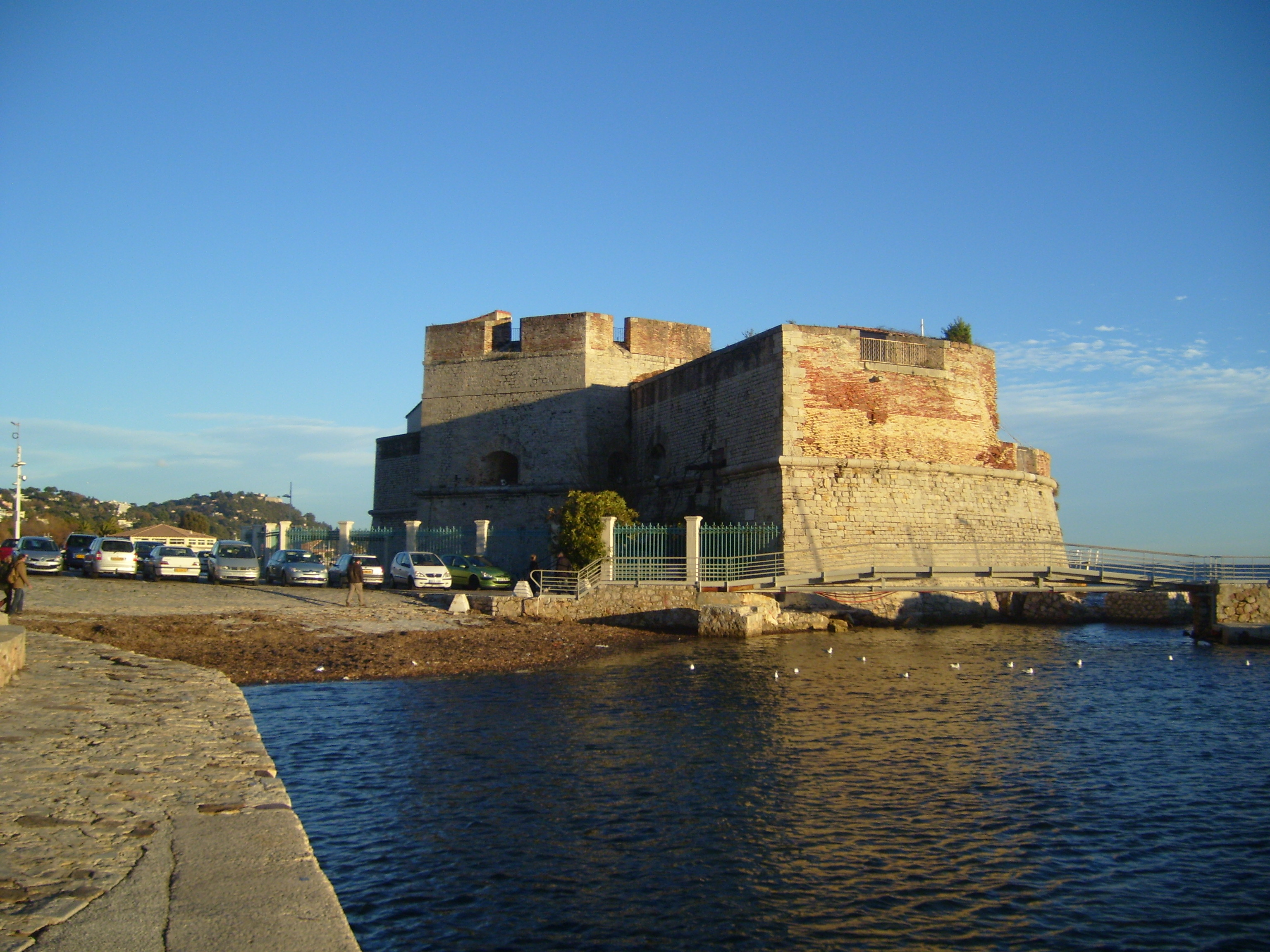
Форт Сен-Луї
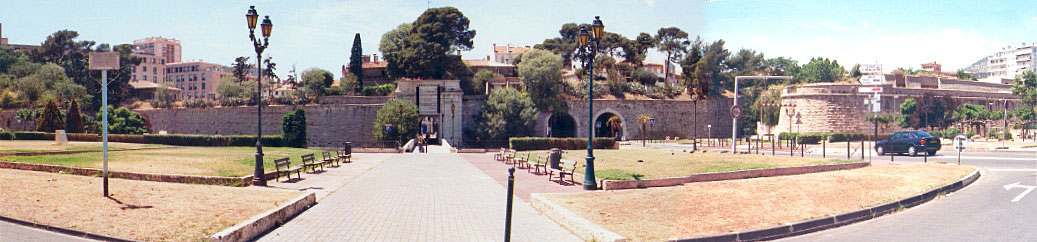
Італійські ворота
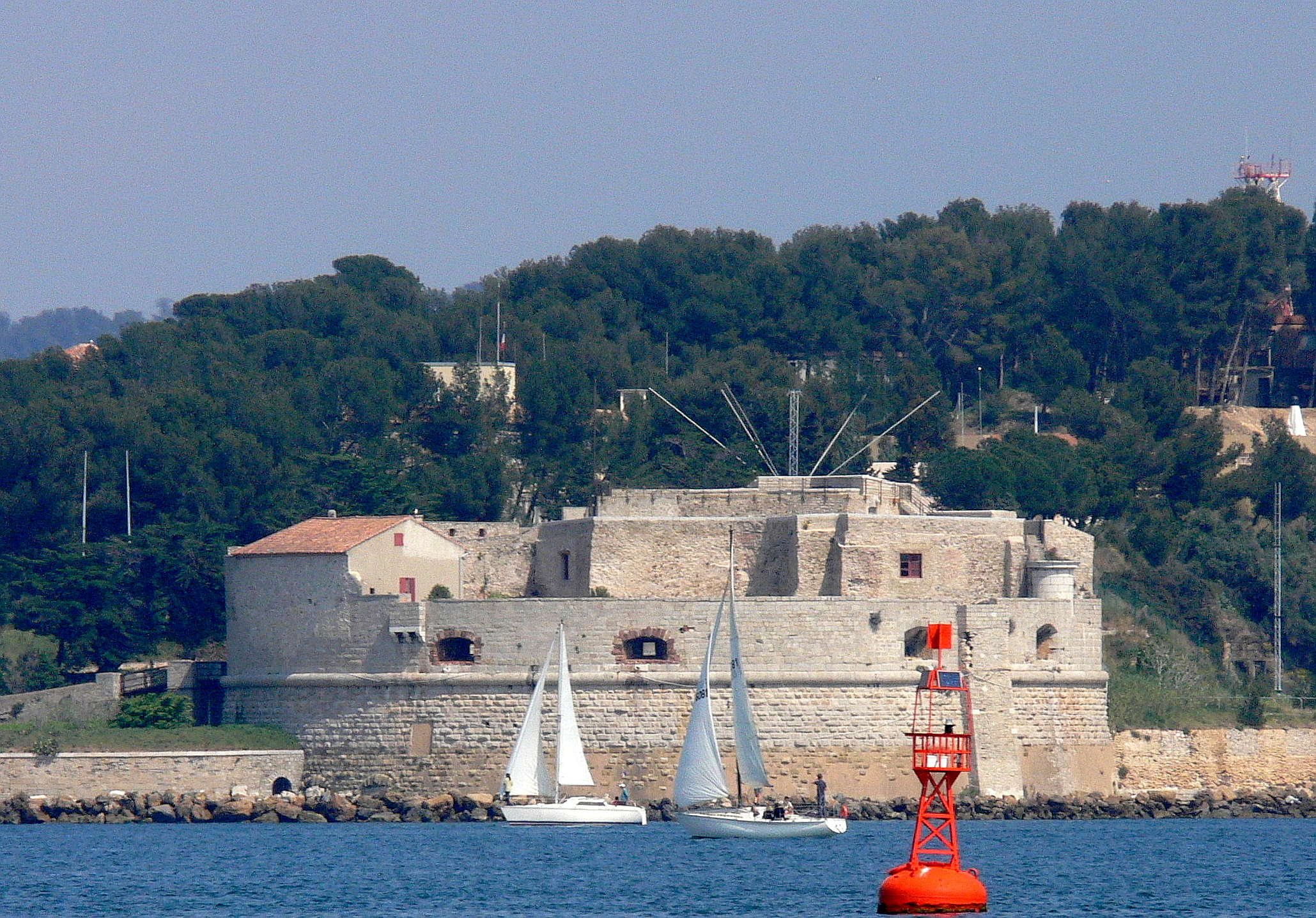
Королівська башта
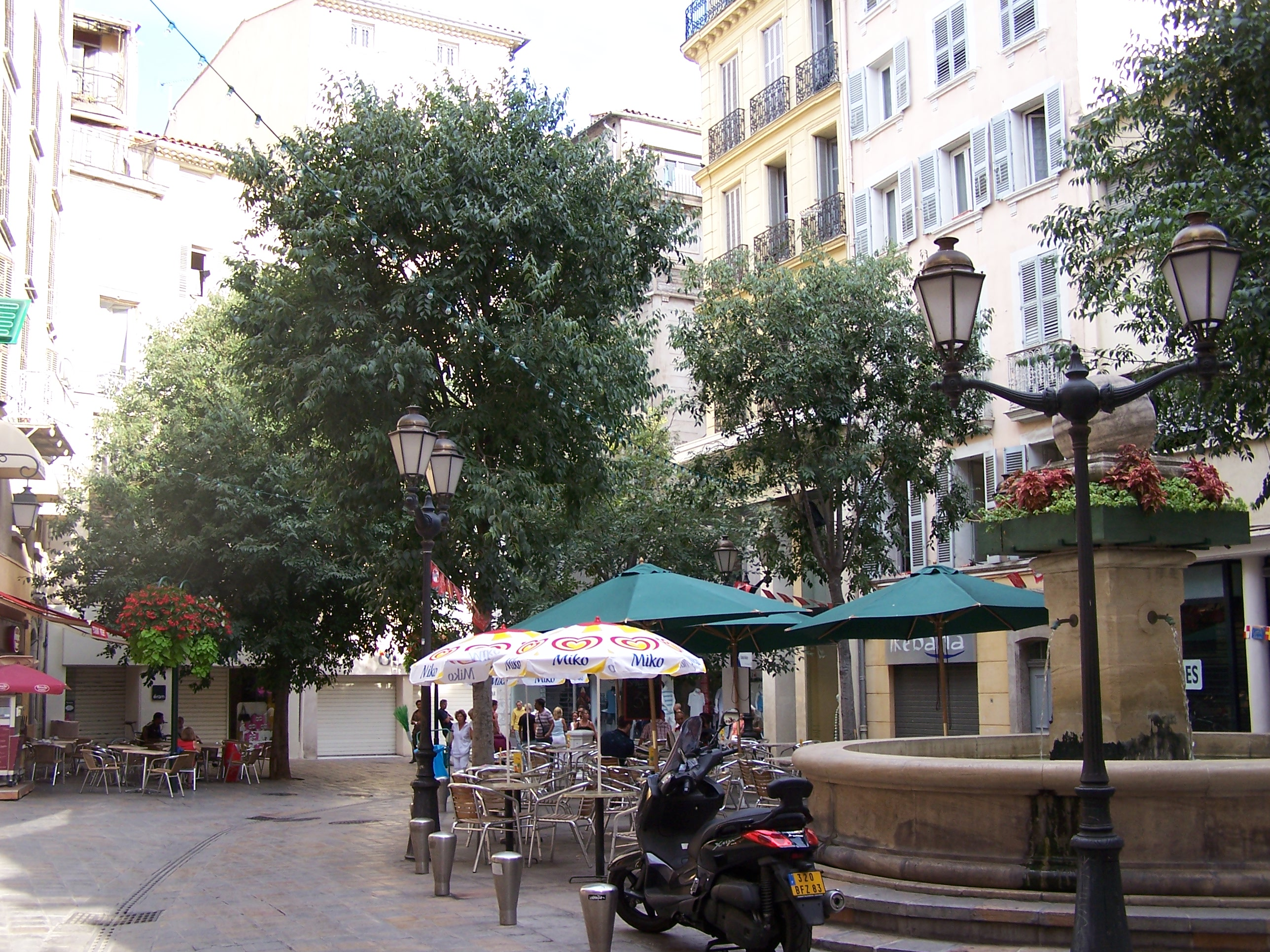
Площа Ледо
Вид на затоку